# Biston giganteus
Biston giganteus es una especie de polilla de la familia Geometridae. La especie fue descrita por primera vez por Hiroshi Inoue en 1985 y se puede encontrar distribuido en las Malasia peninsular.